# Придворица (Зубин Поток)
Придворица је насеље у општини Зубин Поток на Косову и Метохији. Атар насеља се налази на територији катастарске општине Зубин Поток. Придворица је старо насеље чије име потиче из средњег века, када су у овом насељу веровано живели дворани оближњег града у Зубином Потоку на Градини, Клопотника или неког другог властелинског замка. Насеље је на прибрежним терасама око леве обале Ибра, Делови насеља су: Кршаци, Ровине, Маторник, Горња Махала, Срндаће, Јеша, Звечан, Кула, Расадник. Положај села је врло повољан јер је директно преко моста на Ибру везано за централно општинско место Зубин Поток, тако да поприма карактеристике приградског насеља. После ослобађања од турске власти место је у саставу Звечанског округа, у срезу митровичком, у општини радич-пољској и 1912. године има 165 становника.

## Демографија
Насеље има српску етничку већину.
Број становника на пописима:
- попис становништва 1948. године: 229
- попис становништва 1953. године: 266
- попис становништва 1961. године: 257
- попис становништва 1971. године: 222
- попис становништва 1981. године: 176
- попис становништва 1991. године: 148